# 호스토멜 전투

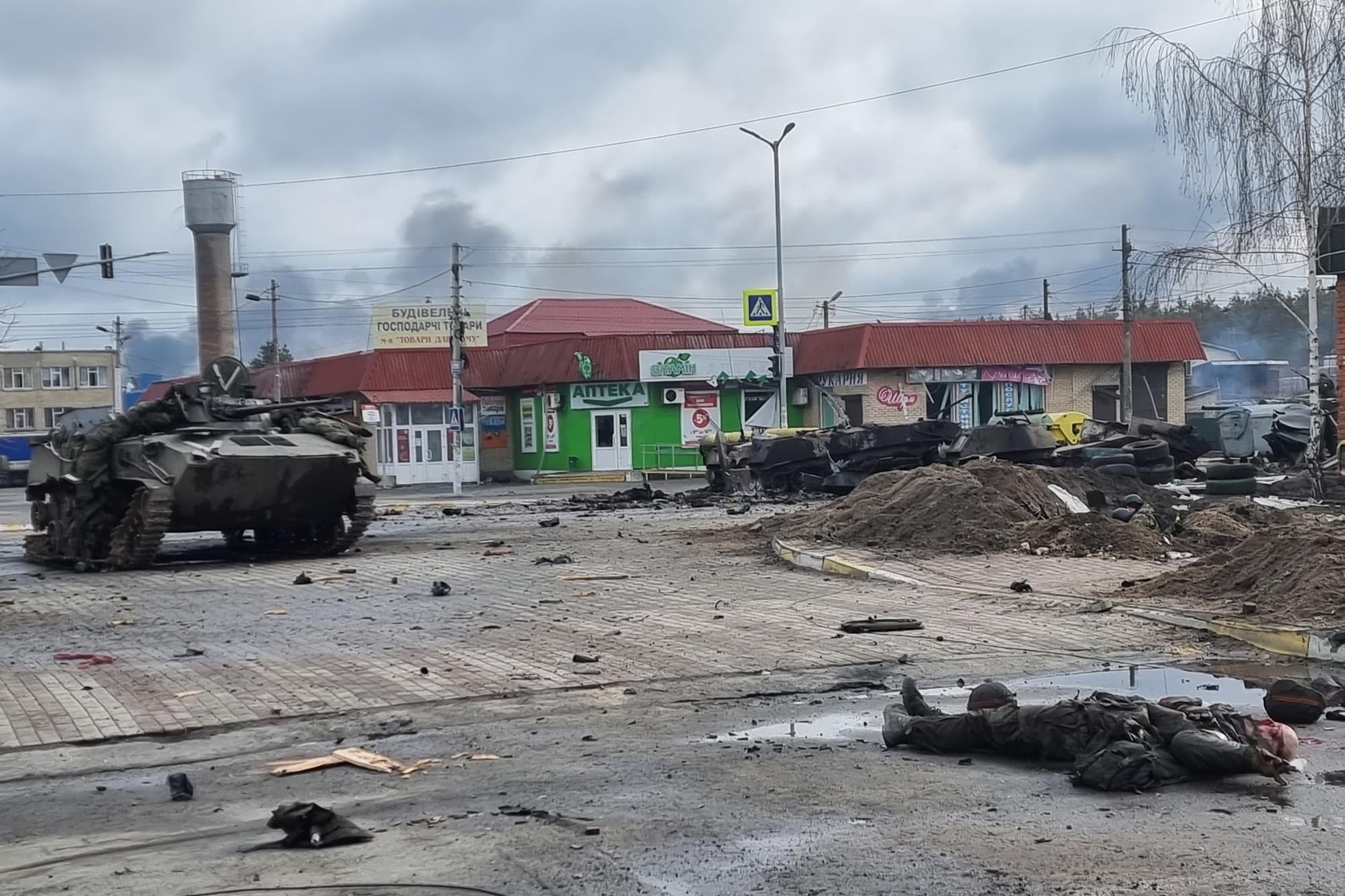
3월 4일 호스토멜 전투 이후 러시아군 사상자와 손상된 장갑차

호스토멜 전투(Battle of Hostomel)는 러시아가 우크라이나를 침공한 첫 번째 주요 전투로, 러시아군과 우크라이나 군대가 호스토멜 마을을 장악하기 위해 싸웠다. 키예프 공세의 일환으로 러시아군은 서쪽에서 우크라이나의 수도 키예프를 포위하기 위해 호스토멜, 부차 (우크라이나), 이르핀을 장악하려고 했다. 키예프 공세의 강도로 인해 키예프주 정부는 호스토멜과 이르핀, 부차, M06 고속도로, 비쇼로드를 키예프 주에서 가장 위험한 장소로 지정했다.
러시아의 계획은 우크라이나 정부의 지휘와 통제를 방해할 수 있는 키예프로 빠르게 진격하여 점령하는 것이었다. 러시아군은 공항을 점령할 수 있었지만 공항을 이용해 공중 교량을 건설할 수는 없었다. 호스토멜 주변의 전투는 침공 초기 단계의 결정적인 순간으로 묘사되었다. 이는 러시아가 계획대로 우크라이나를 신속하게 장악하는 것을 방해했다. 작전 목표 달성에 실패한 러시아군은 4월 초 호스멜뿐만 아니라 키예프 주 전역에서 철수했다.